# Masacre indígena de 1622

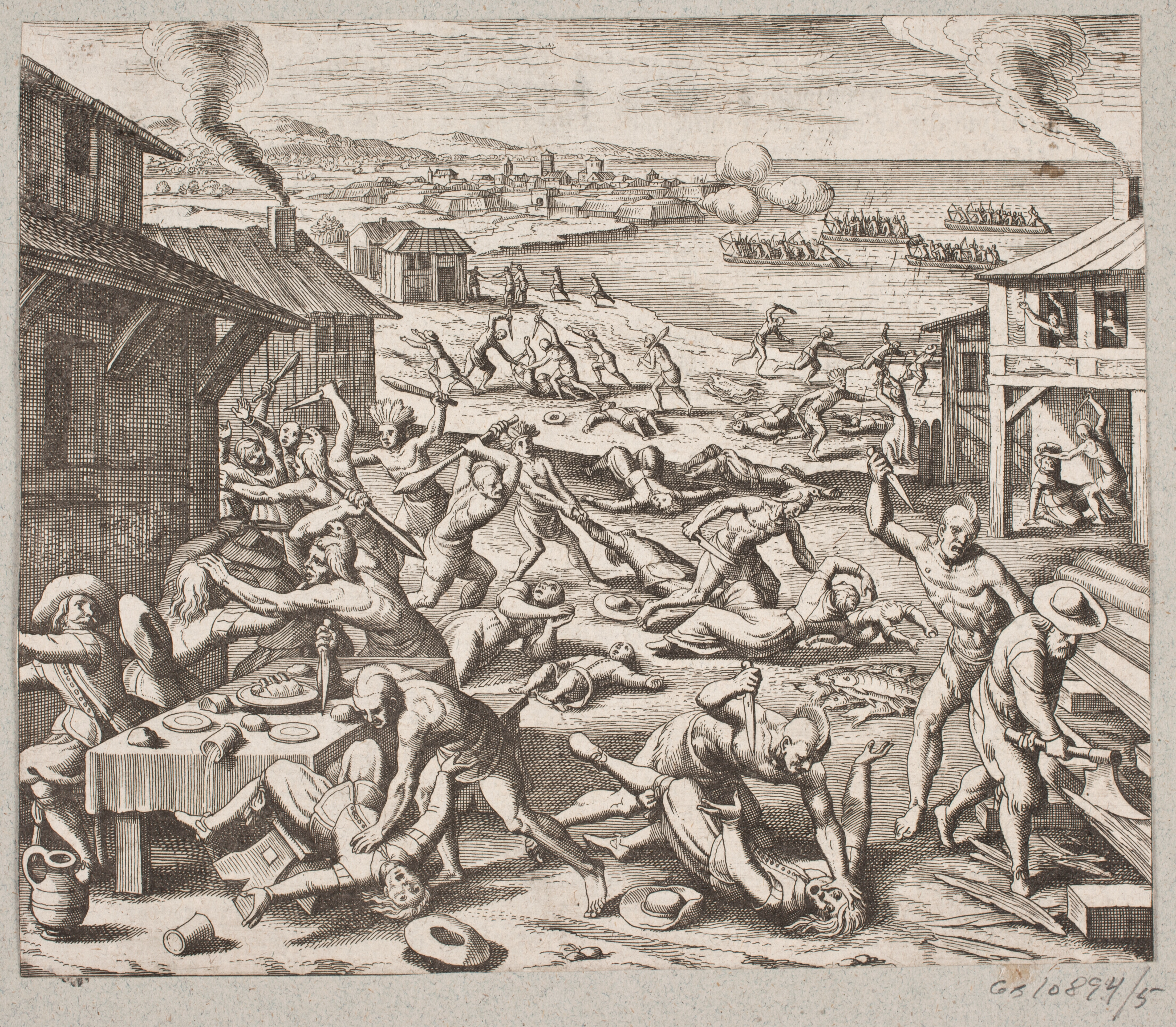
La masacre indígena de 1622, dibujada por Theodore de Bry.

La masacre indígena de 1622, también conocida como masacre de Jamestown, tuvo lugar en la colonia de Virginia, en Viernes Santo, el día 22 de marzo de 1622, y fue provocada por una serie de ataques sorpresa de la Confederación Powhatan dirigida por el jefe Opchancanough. Murieron 347 personas en el ataque, lo que constituía alrededor de un tercio de la población inglesa de Jamestown.
Jamestown era el lugar en el que se había asentado la primera colonia inglesa en Norteamérica en el año 1607, y era la capital de la colonia de Virginia. Aunque la propia Jamestown se salvó de la masacre gracias a un aviso en el último minuto, había muchas colonias más pequeñas establecidas a lo largo del río James, tanto río arriba como río abajo. Los atacantes mataron a hombres, mujeres y niños, a la vez que incendiaron hogares y cultivos.
Henrico fue una de las pequeñas comunidades que se encontraban por entonces en plena expansión, y que sufrió la peor parte de los ataques coordinados indígenas. Muchas de esas colonias fueron abandonadas tras los hechos acaecidos. Uno de los lugares con mayor índice de bajas fue Wolstenholme Towne, y se ha hallado otro lugar en unas excavaciones arqueológicas recientes siete millas río abajo de Jamestown.

## Trasfondo histórico

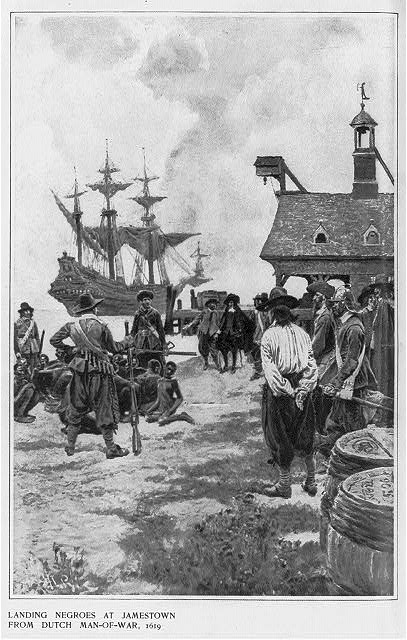
Jamestown 1619

Tras la primera guerra entre los ingleses y el pueblo powhatan (1609–1613), el matrimonio entre Pocahontas, hija del jefe Powhatan, y el colono John Rolfe en 1614 dio paso a un periodo de relaciones más pacíficas entre los colonos ingleses y los aborígenes de la Confederación Powhatan. En 1618, tras la muerte del jefe Wahunsonacock, le sucedió su medio hermano Opechancanough. Éste no veía la posibilidad de mantener relaciones pacíficas con los colonos y, habiéndose recuperado de la última derrota al final de la primera guerra entre los ingleses y el pueblo powhatan, decidió planear la destrucción de las colonias inglesas.
En la primavera de 1622, tras el asesinato del consejero Nemattanew por un inglés, Opechancanough lanzó una campaña de ataques por sorpresa contra al menos treinta y una colonias y plantaciones inglesas ubicadas principalmente en el río James.

## Aviso en Jamestown
Jamestown, la capital y asentamiento principal de la colonia, se salvó gracias a la actuación de un chico aborigen llamado Chanco. Al parecer a Chanco se le encargó matar a su empleador, Richard Pace, pero en lugar de cumplir la orden le despertó por la noche y le avisó del ataque inminente. Pace, que vivía en la ribera contraria del río James, puso a su familia a seguro y remó a través del río hasta llegar a Jamestown, en un intento de avisar al resto de los colonos. Como resultado, se pudieron llevar a cabo preparaciones para defenderse del ataque en esa ciudad. Los asentamientos cercanos, sin embargo, no recibieron aviso alguno.

## Destrucción de otros asentamientos
Durante un ataque sorpresa que duró un día entero, muchas de las comunidades más pequeñas (que eran esencialmente puestos fronterizos de Jamestown) fueron atacadas, incluyendo Henricus, con su colegio para niños indios y colonos. En la ciudad de Martin's Hundred casi la mitad de la población fue asesinada, y en Wolstenholme Towne solo quedaron en pie dos casas y parte de la iglesia. En total, murieron unos cuatrocientos colonos (un tercio de la población blanca), y alrededor de veinte mujeres fueron capturadas para servir como esclavas para los indios hasta su muerte o el pago de su rescate años después.

## Consecuencias

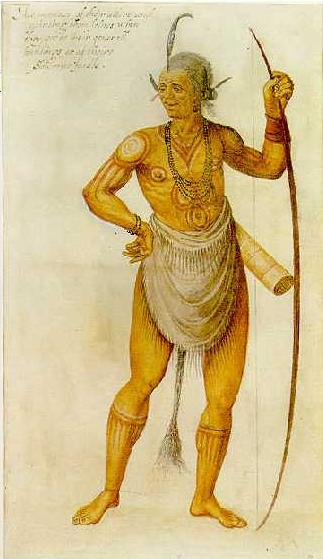
El jefe Opchancanough.

Las diferencias culturales entre los indios americanos y los europeos eran tales que cuando los powhatan dieron por terminado el ataque no hicieron ningún otro movimiento durante meses, aparentemente convencidos de que los colonos aceptarían las pérdidas como señal de que los powhatan eran más poderosos y tenían que ser respetados, y que desde ese momento se evitarían los conflictos y cualquier tipo de ruptura de los acuerdos que mantenían. Con esto demostraron una gran incomprensión de la mentalidad de los colonos ingleses y de los gobiernos de ultramar que los apoyaban.
Los ataques del 22 de marzo destruyeron la mayoría de las cosechas de primavera de los colonos y provocaron que abandonasen buena parte de sus asentamientos. Pero también tuvo efectos a largo plazo, ya que se reforzó entre los miembros de la colonia y también entre los ciudadanos de Inglaterra la idea de que los indios eran unos salvajes, y destruyeron la buena imagen de su cultura que se había comenzado a crear durante los años anteriores gracias a Pocahontas y otros miembros de la confederación powhatan. En Henricus, uno de los asentamientos más alejados de Jamestown, se había construido una escuela muy bien equipada para los niños indios y un colegio para los hijos de los colonos, pero todo este esfuerzo se perdió. Tuvieron que pasar 70 años para que se intentase una experiencia similar —el College of William and Mary, actualmente una universidad—, que recibió la aprobación de la monarquía inglesa gracias a la iniciativa del rector de Henrico Parish, James Blair. Para evitar el riesgo de que recibiese un ataque, la nueva escuela se estableció en Middle Plantation, una ciudad bien fortificada a pocos kilómetros de Jamestown que al cabo de unos años se convertiría en la capital de la colonia y pasaría a llamarse Williamsburg.

### El envenenamiento de los indios
Los colonos que sobrevivieron a la masacre del Viernes Santo contraatacaron y, durante el verano y el otoño de 1622, lanzaron ataques contra las tribus powhatan, buscando especialmente destruir las reservas de grano; tuvieron tanto éxito que forzaron al jefe Opchancanough a pedir una negociación. Finalmente se abrieron conversaciones para buscar la paz por medio de intermediarios indios, pero algunos de los líderes de Jamestown, instigados por el capitán William Tucker y el doctor John Potts, envenenaron el licor que tenían que beber los representantes powhatan en el brindis ceremonial. El veneno mató a unos doscientos indios y cincuenta más murieron a manos de los colonos, pero el jefe Opchancanough pudo escapar.

### Declive y derrota powhatan
Al cabo de dos años, en 1624, Virginia pasó a ser colonia real de Inglaterra. Este cambio suponía que sería la Corona inglesa, y no la compañía Londres de Virginia como hasta ahora, la que tendría autoridad directa sobre el territorio, y por lo tanto serían los favoritos reales los que sacarían provecho de la colonia. Como pasaba en la mayoría de los casos, los colonos siguieron siendo explotados para el beneficio personal de unos pocos, y los intereses de los powhatan fueron todavía más menospreciados. La expansión hacia tierras indias y la ruptura de los acuerdos continuó siendo la forma normal de proceder, con la consecuente irritación de las tribus powhatan.
Pese al incremento de la tensión, no volvió a haber un enfrentamiento de importancia hasta 1644, fecha en la que comenzó la segunda guerra anglo-powhatan, en la que murieron unos quinientos colonos ingleses. En ese momento, las pérdidas ya suponían menos de un 10% del total de la colonia británica, teniendo un impacto considerablemente menor. Opchancanough, que ya era viejo y al que tenían que transportar en camilla, fue capturado y encarcelado en Jamestown, donde uno de sus carceleros lo asesinó.
La muerte de Opchancanough marcó claramente el inicio de la continuada y cada vez más evidente decadencia de la confederación powhatan, anteriormente poderosa; sus miembros abandonaron la zona, se fueron mezclando gradualmente con los colonos o se retiraron a vivir en algunas de las pocas reservas indias que se crearon en Virginia, aunque también estos territorios eran objeto de incursiones y confiscación de tierras por parte de la creciente comunidad blanca.
Actualmente, solo siete tribus de las cuarenta que formaban la confederación powhatan están reconocidas por Virginia. Las dos reservas más antiguas son Pamunkey y Mattaponi, situadas entre los ríos del mismo nombre, dentro del condado de King William pero técnicamente independientes de este.